# 小田急トラベル
株式会社小田急トラベル（おだきゅうトラベル、英: Odakyu Travel Co.,Ltd.）は、小田急電鉄傘下の旅行業者。旧社名は小田急トラベルサービス。

## 概要
独自の企画で販路を拡大しており、特にマレー鉄道のツアーは毎年好評を博し、他社に先駆けてツアーを確立した。
近年では、小田急グループ旅行部門会社（小田急トラベルサービス・小田急バス・立川バス・箱根登山観光・東海バストラベル・神奈川中央交通・江ノ電ツーリストなど）が別々に集客していたツアーを小田急トラベルが一元管理し、効率のいい販売・企画が可能になった。販路が拡大したために、グループ内、各バス会社との連携で沿線一円からの輸送網を発達させた。
関東私鉄系では最も多い発着所を誇るツアーの企画。また、小田急沿線の観光地、箱根・伊豆一円に強みがある。

### 事業構造改革
小田急電鉄が進める事業構造改革の一環で、希望退職を実施したほか、2021年（令和3年）8月時点で10運営していた店舗のうち、箱根旅行専門店「はこね旅市場」のみを残し、他の9店舗は22年2月までに閉店した。今後は販売チャネルをオンラインにシフトし、小田急電鉄が主体的に行う。他方、小田急トラベルは小田急電鉄の旅行業者代理業者として、一部店舗での旅行商品販売のほか、これまでのノウハウを生かした情報発信や、地域などとの商品開発に取り組む。

## 会社データ
- 東京都知事登録旅行業者代理業 第11326号
- 日本旅行業協会（JATA）協力会員
- 国際観光振興機構（JNTO）正会員